# Cristina Prochaska
Cristina Prochaska (São Paulo, 12 de novembro de 1959) é uma atriz, apresentadora de televisão, radialista e jornalista brasileira. Iniciou sua carreira no teatro aos onze anos de idade, mas sua estreia na televisão só ocorreu na TV Bandeirantes em 1981, sendo radialista da Band FM; na mesma emissora, atuou pela primeira vez na telenovela Sabor de Mel, como Ângela. Posteriormente, apresentou o Programa de Domingo, na Rede Manchete, também sendo atriz, produtora e repórter.
Sua presença na Rede Globo ocorreu a partir de 1987, apresentando o programa Vídeo Show, além da telenovela Direito de Amar, no qual interpretou Carola. No ano seguinte, apresentou o Pequenas Empresas & Grandes Negócios, até retornar a ficção em Abolição, Vale Tudo e Que Rei Sou Eu?. Em 1990, estreou no cinema em Uma Escola Atrapalhada, mas foi no filme Círculo de Fogo que sua personagem Luciana foi eleita como Melhor Atriz no Festival de Brasília. Em 1993, interpretou Elza em Olho no Olho; Em 1998, protagonizou a novela Estrela de Fogo, como Estela, na RecordTV, na qual fez par romântico com o ator Fúlvio Stefanini.
Durante a década de 2000, realizou papéis no cinema em Avassaladoras e O Cavaleiro Didi e a Princesa Lili, Inverno e Última Parada 174; na minissérie e microssérie Aquarela do Brasil e Poeira em Alto Mar; das séries Casos e Acasos e Faça Sua História; além de concluir a década voltando as telenovelas em Minha Terra, Minha Mãe, da Angola, além da brasileira Viver a Vida. Posteriormente, ainda faria participação especial nas séries As Cariocas e As Brasileiras, além do filme Nova Amsterdam.

## Biografia

### 1981–2002: Início como radialista e destaque na carreira artística
Nascida e criada em São Paulo, entre o Brooklin e o Jardim Europa, a descendente de tchecos Cristina começou a fazer teatro amador aos onze anos de idade. Seu primeiro trabalho na televisão ocorreu em 1981, na TV Bandeirantes, onde foi radialista da Band FM, além de ter atuado na telenovela Sabor de Mel, interpretando Ângela. Quatro anos mais tarde, foi apresentadora do Programa de Domingo, da Rede Manchete, no qual também exerceu a função de atriz, produtora e repórter. No entanto, transferiu-se para a Rede Globo em 1987, estreando como apresentadora no Vídeo Show, assim como, deu sua vida a personagem Carola em Direito de Amar.
Em 1988, apresentou Pequenas Empresas & Grandes Negócios, mesmo período em que foi Abigail na minissérie Abolição e Laís na telenovela Vale Tudo; esta última, personagem que fazia par romântico homossexual com a atriz Lala Deheinzelin. No ano seguinte, interpretou Charlotte em Que Rei Sou Eu?. Em 1990, fez sua estreia no cinema como uma professora de biologia em Uma Escola Atrapalhada; mesmo ano em que foi a Luciana de Círculo de Fogo, personagem que lhe garantiu o prêmio de Melhor Atriz no Festival de Brasília.
Durante toda a década de 1990, Cristina teve papéis em destaque na teledramaturgia da Rede Globo como a vilã Sheila em Felicidade e  Elza em Olho no Olho. Além disso, também foi a Yara Machado em História de Amor; deu sua vida a uma advogada em O Fim do Mundo, até finalizar com a Sônia em A Indomada. Durante este período, esteve presente em diversos episódios do programa de televisão Você Decide (como repórter e/ou atriz), além da terceira temporada de Malhação.
Em 1998, foi para RecordTV como a protagonista Estela em Estrela de Fogo, que fez par romântico com o ator Fúlvio Stefanini. No ano seguinte, voltou ao cinema para viver a mãe do Pedrinho em No Coração dos Deuses. Em 2000, voltou para a Rede Globo na minissérie Aquarela do Brasil como Flora. Dois anos mais tarde, deu sua vida a personagem Vera no filme Avassaladoras.

### 2006–2015: Papéis no cinema, participações e ausência na televisão
Em 2006, esteve no cinema como a amiga da Rainha Valentina em O Cavaleiro Didi e a Princesa Lili. Dois anos depois, foi a vilã Mirela da microssérie Poeira em Alto Mar,  marcando seu terceiro trabalho ao lado de Renato Aragão. Em seguida, participou das séries Casos e Acasos e Faça Sua História, interpretando Regina e Carmem Lúcia, respectivamente. Além disso, também voltaria as telonas em Inverno, como a mãe de Ana; Última Parada 174 como a patroa da Marisa; e em Verônica como arrumadeira do hotel.
Em 2009, participou da telenovela angolana Minha Terra, Minha Mãe; mesmo período em que fez uma participação especial na produção brasileira Viver a Vida como a terapeuta de Renata. No ano seguinte, foi a Dany da série de televisão As Cariocas. Em 2012, voltaria a participar de outra série, intitulado As Brasileiras, no episódio "A Perseguida de Curitiba", como Iolanda. Três anos depois, fez seu último trabalho no cinema em Nova Amsterdam, como a mãe de Bernarda.
Em 2018, a atriz Cristina Prochaska esclareceu que sua ausência na televisão é a falta de oportunidade profissional em seu trabalho: "Corri atrás durante três anos. Pedia trabalho, mandava currículos e, apesar da minha experiência em cinema, teatro e na própria televisão, não conseguia papel em novela ou minissérie. Batia na porta mesmo! Não consegui emprego e até hoje eu não sei o motivo."

## Filmografia

### Televisão
| Ano     | Título                               | Personagem               | Notas                                          |
| ------- | ------------------------------------ | ------------------------ | ---------------------------------------------- |
| 1980    | Plumas e Paetês                      | Modelo                   | Figuração                                      |
| 1983    | Sabor de Mel                         | Ângela                   |                                                |
| 1987    | Vídeo Show                           | Apresentadora            |                                                |
| 1987    | Direito de Amar                      | Carola                   |                                                |
| 1988    | Abolição                             | Abigail                  |                                                |
| 1988    | Vale Tudo                            | Laís Amorim              |                                                |
| 1988–90 | Pequenas Empresas & Grandes Negócios | Apresentadora            |                                                |
| 1989    | Que Rei Sou Eu?                      | Charlotte                |                                                |
| 1991    | Felicidade                           | Sheila                   |                                                |
| 1992    | Você Decide                          | —                        | Episódio: "Mal Secreto"                        |
| 1993    | Você Decide                          | —                        | Episódio: "Você Toda Nua"                      |
| 1993    | Olho no Olho                         | Elza                     |                                                |
| 1994    | Você Decide                          | —                        | Episódio: "O Chamado da Glória"                |
| 1994    | Você Decide                          | Eva                      | Episódio: "As Flores do Mal"                   |
| 1995    | História de Amor                     | Yara Machado             |                                                |
| 1996    | Você Decide                          | —                        | Episódio: "O Professor"                        |
| 1996    | Você Decide                          | —                        | Episódio: "Começar de Novo"                    |
| 1996    | A Vida como Ela É...                 | —                        |                                                |
| 1996    | O Fim do Mundo                       | Advogada                 | Participação                                   |
| 1996    | Quem É Você?                         | Cleide                   |                                                |
| 1997    | Malhação                             | Sílvia                   | Participação: Temporada 3                      |
| 1997    | A Indomada                           | Dra. Sônia               |                                                |
| 1998    | Você Decide                          | —                        | Episódio: "Impulso Controlável"                |
| 1998    | Estrela de Fogo                      | Estela Proença Alvarenga |                                                |
| 2000    | Aquarela do Brasil                   | Flora                    |                                                |
| 2008    | Casos e Acasos                       | Regina                   | Episódio: "A Noiva, o Desempregado e o Fiscal" |
| 2008    | Faça Sua História                    | Carmem Lúcia             | Episódio: "O Califa de Copacabana"             |
| 2008    | Poeira em Alto Mar                   | Mirela Bentz             |                                                |
| 2008    | Minha Terra, Minha Mãe               | Dina                     |                                                |
| 2009    | Viver a Vida                         | Dra. Nina                | Participação                                   |
| 2010    | As Cariocas                          | Dany                     | Episódio: " A Traída da Barra"                 |
| 2012    | As Brasileiras                       | Iolanda                  | Episódio: "A Perseguida de Curitiba"           |

### Cinema
| Ano  | Título                             | Personagem                |
| ---- | ---------------------------------- | ------------------------- |
| 1990 | Uma Escola Atrapalhada             | Lisa                      |
| 1990 | Círculo de Fogo                    | Luciana                   |
| 1999 | No Coração dos Deuses              | Mãe de Pedrinho           |
| 2002 | Avassaladoras                      | Vera                      |
| 2006 | O Cavaleiro Didi e a Princesa Lili | Amiga da Rainha Valentina |
| 2008 | Inverno                            | Mãe de Ana                |
| 2008 | Última Parada 174                  | Patroa de Marisa          |
| 2008 | Verônica                           | Arrumadeira do hotel      |
| 2015 | Nova Amsterdam                     | Mãe de Bernarda           |
| 2020 | Vou Nadar Até Você                 | Membro da equipe          |